# Serie B 1966-1967 (pallacanestro femminile)
Il campionato di Serie B pallacanestro maschile 1966-1967 è stato organizzato in Italia.
Il campionato è su tre fasi: una prima con le società divise in più gironi, una seconda con i gironi semifinali e una terza con le finali. Le due promosse sono Ginnastica Triestina e Fiamma Roma.

## Classifica

### Girone?
|  |    | Classifica finale 1966-1967 | Pt | G | V | P | PtF | PtS |
|  | -- | --------------------------- | -- | - | - | - | --- | --- |
|  | 1. | Fontana Bologna             | 14 | 8 | 7 | 1 | -   | -   |
|  | 2. | CUS Firenze                 | 10 | 8 | 5 | 3 | -   | -   |
|  | 3. | Libertas Siena              | 10 | 8 | 5 | 3 | -   | -   |
|  | 4. | Omsa Faenza                 | 6  | 8 | 3 | 5 | 312 | 249 |
|  | 5. | Butangas Pesaro             | 0  | 8 | 0 | 8 | -   | -   |

## Verdetti
- Ginnastica Triestina e Fiamma Roma promosse in Serie A.